# Campeonato Mundial de Pelota Vasca de 1966
El Campeonato del Mundo de Pelota Vasca de 1966 fue la 5.ª edición del Campeonato del Mundo de Pelota Vasca, organizado por la Federación Internacional de Pelota Vasca.  El campeonato se celebró por segunda vez en la historia en Montevideo (Uruguay).

## Desarrollo
El torneo se celebró en diciembre de 1966, contó con la participación de países como España, Argentina, México, Francia, Uruguay, Cuba y Chile, entre otros. El ganador final fue la selección de Francia, que obtenía así su tercer título absoluto de los campeonatos.

## Especialidades
Se disputaron 12 títulos mundiales en las diferentes especialidades, conforme el siguiente desglose en el que se indica el ganador y medallistas de cada una de ellas:
Trinquete, cinco títulos:
| Especialidad    | Oro                                | Plata                                      |
| Mano individual | Francia F. Daguerre                | España D. Balda                            |
| Mano parejas    | Francia M. Etchegoin - E. Detchart | España J. Bruno - J. Eguiguren             |
| Paleta cuero    | Uruguay C. Bernal - N. Iroldi      | Argentina Aarón Sehter - Ricardo Bizzozero |
| Paleta goma     | Argentina J. Andrade - R. Ibarra   | Uruguay J. Valverde - Canccavillani        |
| Xare            | Argentina J. Andrade - R. Elias    | Uruguay Pereira - Alfieri                  |

Frontón 36 metros, cuatro títulos:
| Especialidad    | Oro                                   | Plata                                 |
| Mano individual | Francia R. Mugica                     | España J. Del Val                     |
| Mano parejas    | España R. Madrid - L. Nalda           | México I. Hernández - Raymundo Tovar  |
| Paleta cuero    | Francia P. Bareits - B. Bareits       | España L. Unanue - Santiago Mendiluce |
| Pala corta      | España Santiago Mendiluce - L. Unanue | México M. Salazar - R. Sánchez        |

Frontón 30 metros, dos títulos:
| Especialidad | Oro                                | Plata                                 |
| Frontenis    | México J. Loaiza - J. Etcheverria  | Uruguay I. Purstcher - H. Germone     |
| Paleta goma  | México José Becerra - Rubén Rendón | Argentina D. Tripiechio - J. Goyheche |

Frontón 54 metros, un título:
| Especialidad | Oro                                  | Plata                              |
| Cesta punta  | México José Hamui - Adrián Zubikarai | España E. Mirapeix - J.M. Mirapeix |

Nota 1: Se señalan únicamente los nombres de los pelotaris que disputaron las finales.

## Medallero
|   | País      | Oro | Plata | Bronce | Total |
| - | --------- | --- | ----- | ------ | ----- |
| 1 | Francia   | 4   | 0     | -      | 4     |
| 2 | México    | 3   | 2     | -      | 5     |
| 3 | España    | 2   | 5     | -      | 7     |
| 4 | Argentina | 2   | 2     | -      | 4     |
| 5 | Uruguay   | 1   | 3     | -      | 4     |

Nota 1: Se contabilizan en primer lugar el total de las medallas de oro y luego las de plata.
Nota 2: No se disputaron medallas de bronce.